# Edith Hafferberg
Lucia Helen Edith Hafferberg (en russe : Edith Gustavovna Hafferberg, Эдит Густавовна Гафферберг), née en 1906 à Saint-Pétersbourg et morte en 1971, est une ethnologue et iranologue soviétique qui s'est surtout intéressée aux peuples persanophones d'URSS, les Hazaras, les Djemchidis et les Baloutches. Elle était l'épouse de l'ethnographe Leonid Potapov.

## Biographie
Elle est la fille d'un chef des douanes nommé à Saint-Pétersbourg. Ses parents meurent de faim et de faiblesse pendant la guerre civile en 1919 et elle est donc élevée à partir de douze ans dans un orphelinat. En 1924, elle entre à l'institut de géographie de Léningrad. Pendant les étés de 1926 et de 1927, elle fait partie d'une expédition chargée d'étudier les Kurdes d'Arménie. En 1928-1929, elle fait partie d'une expédition d'études en Asie centrale, dirigée par Barthold. Elle travaille pendant cette expédition avec Dmitri Boukinitch et Ivan Zaroubine qui étudient les langues pamiriennes.
Elle termine en 1930 le département ethnographique de l'université de Léningrad. En 1934, elle commence à travailler au département de l'Asie centrale préhistorique et antique de l'institut d'ethnographie de l'académie des sciences d'URSS.
Elle est enterrée au cimetière de Komarovo.

## Quelques publications
- (ru) Formes des mariages et des rites nuptiaux chez les Djemchidis et les Hazaras, in « L'Ethnographie soviétique », 1935, no 1, p. 81-105
- (ru) Les Baloutches de la RSS de Turkménie, Moscou, 1969

## Source
- (ru) Cet article est partiellement ou en totalité issu de l’article de Wikipédia en russe intitulé « Гафферберг, Эдит Густавовна » (voir la liste des auteurs).